# Reinaldo Paseiro
Reinaldo Paseiro Rodríguez (1 de fevereiro de 1925 — 11 de junho de 1973) foi um ciclista olímpico cubano. Representou sua nação em dois eventos nos Jogos Olímpicos de Verão de 1948.